# SN 2001gb
SN 2001gb – supernowa typu Ia odkryta 20 listopada 2001 roku w galaktyce IC 582. W momencie odkrycia miała maksymalną jasność 16,80m.